# Лорг (кантон)
Лорг (фр. Lorgues) — упразднённый кантон на юго-востоке Франции, в регионе Прованс — Альпы — Лазурный Берег (департамент — Вар, округ — Драгиньян).

## Состав кантона
До марта 2015 года включал в себя 4 коммуны, площадь кантона — 173,47 км², население — 19 532 человек (2010), плотность населения — 112,6 чел/км².
| Коммуна   | Французское название | Площадь, км² | Население, чел. (2012) | Плотность, чел/км² |
| --------- | -------------------- | ------------ | ---------------------- | ------------------ |
| Ле-Тороне | Le Thoronet          | 37,53        | 2 373                  | 63                 |
| Лез-Арк   | Les Arcs             | 54,26        | 6 971                  | 128                |
| Лорг      | Lorgues              | 64,37        | 9 047                  | 141                |
| Тарадо    | Taradeau             | 17,31        | 1 786                  | 103                |

29 марта 2015 года кантон официально упразднён согласно директиве от 27 февраля 2014: коммуна Ле-Тороне вошла в состав кантона Ле-Люк, а коммуны Лез-Арк, Лорг и Тарадо административно переподчинены вновь созданному кантону Видобан.